# JNR Slice
Pour les articles homonymes, voir JNR.
JNR Slice ou simplement JNR, né Aimé Junior Bongo, le 10 janvier 2000, est un rappeur et chanteur français.

## Biographie

### Enfance
JNR, de son vrai nom Aimé Junior Bongo, est originaire de Hem, près de Roubaix. Il est d'origine congolaise[réf. nécessaire].

### Carrière
En 2020, il figure dans le top 50 des titres les plus écoutés sur Spotify France.
En avril 2023, il sort son premier album Junior avec une tracklist de 15 titres et des collaborations avec des artistes tels que Bekar, ZKR, Gradur et Gips.

## Popularité
En 2020, alors âgé de 20 ans, JNR voit sa popularité grimper sur les réseaux sociaux après la mise en ligne d'un épisode du Pire Stagiaire par Greg Guillotin. 
24 heures après la sortie de la vidéo, il obtient 120 000 nouveaux abonnés sur YouTube, 65 000 nouveaux abonnés Instagram et les vues de son clip À la Tess sont multipliées par 18. Sur Twitter, l'ex-président d'Universal Music France, Pascal Nègre s'adresse à lui dans un tweet : « Je ne connais pas le père de votre pire stagiaire @GregGuillotin mais si vous avez besoin d’un coup de main cher @JnrSliice n’hésitez pas à me contacter en DM ».
Par la suite, il devient connu sur Twitter grâce au mème Me In Public / My Headphones (en français : « Moi en public / Mes écouteurs »),,. Le mème est notamment utilisé par le rappeur Lil Yachty, le média Complex, la marque de maquillage de Rihanna (Fenty Beauty), le club de football Manchester City.

## Affaire judiciaire
En avril 2025, il révèle publiquement s'être fait escroquer plus de 100 000 € par Gradur et son frère (qui a été le producteur de JNR), sur la période de 2020 à 2023. Il révèle que l'affaire est dans les mains de la justice.

## Discographie

### Singles
- 2019 :
  - Consomme

- 2020 :
  - Gunshot
  - Tchin
  - Bénéfice
  - Cash
  - Ghetto
  - A La Tess
  - Kush Drill
  - A la bourre
  - Une vie
  - Doré
  - Pas content
- 2021 : 
  - 59US
  - Booska Slice
  - Les ruelles
  - Gorilla Glue (North Slice Freestyle)
  - Astro (North Slice Freestyle #2)
  - Snowfall (North Slice Freestyle #3)
  - Koussi Koussa (North Slice Freestyle #4)
- 2022 :
  - 243 (North Slice Freestyle #5) - Jnr Slice feat. Kalash Criminel
  - Euros (North Slice Freestyle #6)
- 2023 :
  - Mérité
- 2024:
  - JNR Slice "On The Radar" Freestyle
- 2025:
  - Prix d'ami
  - Diamant VV
  - Fin de l'histoire
  - 007
  - ICE MOTO

### Collaboration
- 2022 : Walk - Tayy Floss feat. Jnr Slice